# USS Narwhal (SS-167)
A USS Narwhal egy Narwhal–osztályú amerikai tengeralattjáró volt a második világháborúban, a csendes-óceáni hadszíntéren. A nagytestű búvárhajót elsősorban diverzánsakciókban használták.

## Háború előtt

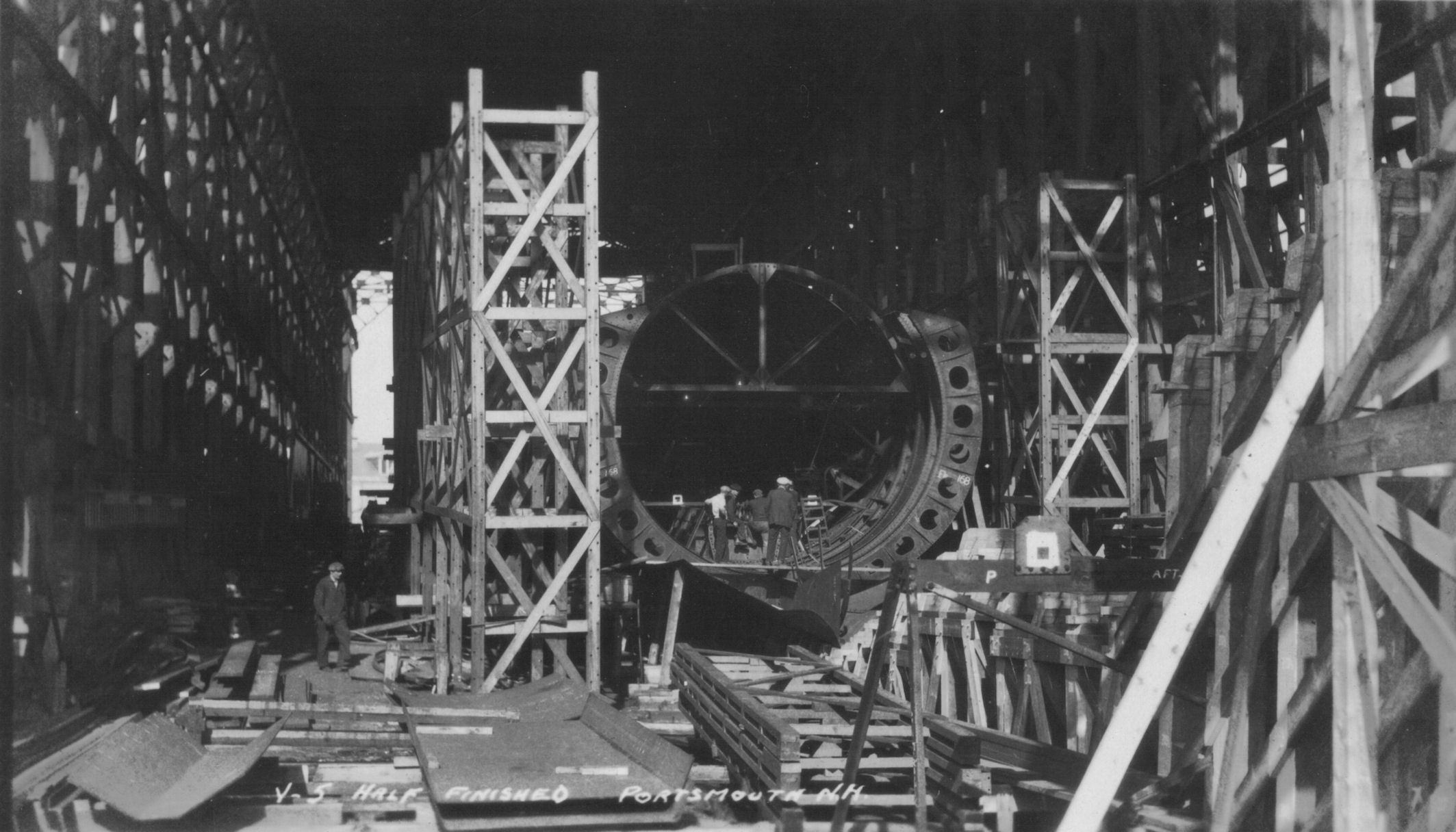
Az épülő Narwhal

A Narwhal–osztályú tengeralattjáró építése 1927. május 10-én kezdődött a Maine állami Portsmouth Naval Shipyard haditengerészeti gyárban. A hajót, amelynek neve USS V–5, azonosítója SC-1 volt, 1929. december 17-én bocsátották vízre. A tengeralattjáró 1930. május 15-én állt szolgálatba. Első parancsnoka John H. Brown Jr. volt. 1931-ben Narwhal-nak nevezték át, és azonosítóját SS–167-re módosították. A hajó a háború előtt a Csendes-óceánon szolgált.
Súlya 2770 tonna, merüléskori vízkiszorítása 4000 tonna, hossza 106 méter volt. A felszínen 17 csomóval, a víz alatt 8 csomóval haladt. Háromszáz méter mélyre tudott merülni, fedélzetén kilenc tiszt és nyolcvan matróz szolgált. Fegyverzete hat torpedóvető cső és 24 533 milliméteres torpedó, valamint két 153 milliméteres fedélzeti löveg volt. Ikerpropellereit eleinte két MAN-motor, vagy két Ridgeway elektromotor hajtotta. Modernizálásakor két GM Winton dízelmotort és két Westinghouse elektromotort kapott.

## A háborúban
A Narwhal 1941. december 7-én Pearl Harborban volt a váratlan japán légitámadás idején. A búvárhajó legénysége részt vett két japán torpedóvető repülőgép lelövésében. A Narwhal sértetlenül vészelte át a támadást, mivel a japánok a tengeralattjáró-bázist nem bombázták.

### 1942
A búvárhajó, Charles W. Wilkins parancsnoksága alatt, 1942. február 2-án kifutott Pearl Harborból, majd két napig információt gyűjtött a Wake-szigetnél. Február 28-án megrongálta a 6515 tonnás Madzsu Maru japán teherszállítót, hat nappal később pedig elsüllyesztette az 1241 tonnás Taki Marut a Kelet-kínai-tengeren. 1942. március 28-án tért vissza Pearl Harborba.
Második járőrútján részt vett a midwayi csatában. A Plungerrel és a Triggerrel Midwaytől keletre cserkészett. Harmadik útján a Kuril-szigetek környékén vadászott japán hajókra: augusztus 1-jén elsüllyesztette a 2921 tonnás Meiva Marut. A szigetek közelében egy japán gép bombatámadást intézett ellene. Augusztus 8-án a tengeralattjáró megtorpedózta a 2559 tonnás Bifitku Marut. Augusztus 14-én a Narwhal három japán romboló közelében emelkedett periszkópmélységig. A japánok mélységi bombákkal támadtak, és a búvárhajó enyhén megsérült, ezért másnap visszaindult Pearl Harborba. Szeptember 8-án a Mare-szigeti haditengerészeti dokkba indult javításra, ahova szeptember 15-én érkezett meg.

### 1943
Felújítása után San Diegóba hajózott, ahova 1943. április 6-án futott be. Ott fedélzetére vette a 7. gyalogezred felderítőszázadát, és április 18-án Alaszka felé indult, hogy a felderítők részt vegyenek az Attu elleni akcióban. Április 30-án Frank D. Latta parancsnokságával kifutott Dutch Harborból testvérhajójával, a Nautilisszal. Felszereléseket és felderítőket szállított.
Ötödik útjára, a Kuril-szigetekre június 26-án indult Pearl Harborból. Azt a feladatot kapta, hogy fedélzeti lövegeivel lője a macuvai japán légibázist, elterelve ezzel az ellenség figyelmét az Etorofu-szoroson átúszó Lapon, Permit és Plunger tengeralattjárókról. A Narwhal július 11-én lőni kezdte a japán állásokat, és az amerikai búvárhajók észrevétlenül átjutottak a szoroson.
Augusztus 31-én a Narwhal kifutott hatodik járőrútjára Pearl Harborból. A cél az ausztráliai Brisbane volt, a Marshall- és Salamon-szigetek érintésével. Szeptember 11-én reggel megtorpedózta a 4211 tonnás Hokuso Marut. A teherszállító elsüllyedt, de a kísérő hadihajók rábukkantak a tengeralattjáróra, és mélységi bombákkal ellentámadást indítottak.
Ausztráliában a Narwhalt felkészítették arra a feladatra, amire igazán alkalmas volt, felszerelések és katonák szállítására a japán kézben lévő szigetekre. 1943. október 23-án a búvárhajó 92 tonna szállítmánnyal és tíz utassal futott ki. A Fülöp-szigetek közelében, november 10-én japán hajók tüzet nyitottak rá. Három nap múlva megérkezett a Paluan-öbölbe, ahol partra tette utasait és a szállítmány felét. Ezután a mindanaói Nasipitnél kötött ki, ahol kirakta a felszerelés megmaradt részét, valamint 32 embert evakuált. A Narwhal ezután visszaindult Darwinba.
November 25-én a Narwhal elindult nyolcadik háborús utjára: 11 katonát szállított a mindanaói Cabadaranba. December 2-án érkezett meg a Buttian-öbölbe, ahol partra tette utasait. Hét embert evakuált, majd december 3-án megérkezett a Negos-szigetre, ahol újabb hét utast vett fedélzetére. December 5-én napkeltekor fedélzeti ágyúival elsüllyesztette a 834 tonnás Hinteno Marut, majd hat nap múlva kikötött Darwinban, ahonnan Fremantle-be indult tovább.

### 1944

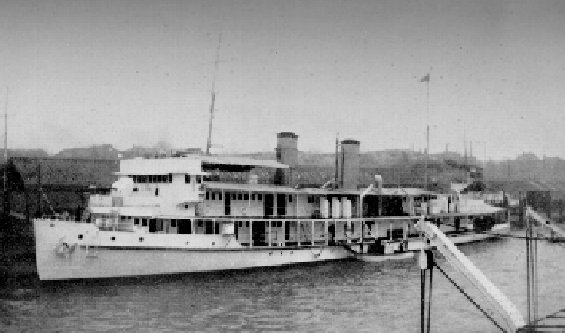
Az egykori amerikai Luzon, amely japán hajóként süllyedt el

Kilencedik útján a Pandan-öbölbe hajózott, ahol szállítmányát vitorlás hajókba rakták át, majd hat utast vitt a Negos-szigetre. A tengeralattjáró február 7-én érkezett meg, és 45 tonna rakományt tett partra. Huszonnyolc embert vett fedélzetére, és visszatért Darwinba. 1944. február 16-án elindult a Butuan-öböl felé, hogy lőszert tegyen partra. Március 3-án indult tovább Tawi Tawi felé, miután 28 embert vett fedélzetére. Ezen az éjszakán megrongálta az 560 tonnás Karacsu nevű hajót, amely korábban Luzon néven amerikai tulajdonban volt. Március 5-én három japán romboló zavarta meg a tengeralattjárót szállítmánya kirakodása közben, de kijátszotta őket, és visszatért Fremantle-be.
Tizenegyedik járőrútjára már Jack C. Titus parancsnoksága alatt indult a Narwhal 1944. május 7-én. A Samaron található Alusan-öbölbe hajózott, ahol május 24-én éjszaka partra tett 22 embert és felszerelésüket. Június 1-jén további 16 katonát juttatott el Mindanao délkeleti partjára. Május 9-én kikötött Darwinban.
Következő küldetésére június 10-én hajózott ki. A Narwhal megközelítette Bula Ceram-sziget partjait, hogy ágyúzzon egy üzemanyagraktárat és egy erőművet. Június 20-án napnyugtakor találkozott a bennszülöttek bárkáival, akik kilenc és fél óra alatt vitték partra a szállítmányt. Fél órával a munka befejezése után egérutat nyert egy japán hadihajó elől. Fedélzetén 14 evakuált embert vitt magával. A következő három napban három japán kereskedelmi hajót támadott meg. A hónap végén kikötött Darwinban, majd július 7-én Fremantle-ben fejezte be a szolgálatot.
1944. augusztus 12-én elindult tizenharmadik útjára Luzon keleti partjára, a Dibut-öbölbe, ahova rakományt szállított. A kapitány
Charles Parsons volt. A gyors kirakodás érdekében a legénység bambusztutajokat épített. Következő útjára szeptember 14-én hajózott ki; embereket és felszerelést vitt Cebura. Szeptember 29-én 31 kiszabadult hadifoglyot vett fedélzetére. A foglyokat eredetileg egy japán hajó szállította, amikor azt megtámadta a Paddle búvárhajó Sindagan Pointnál szeptember 6-án.
Szeptember 30-án majdnem végzetes baleset érte a Narwhalt, amikor megpróbált a víz alá bukni egy japán repülőgép elől. A hajó farán található, a merülést irányát szabályozó kormánylapátok 20 fokos szögben beragadtak, és a tengeralattjáró irányíthatatlanul süllyedt. A legénység kénytelen volt kiüríteni a fő ballaszttartályt, így alig két perccel lemerülésük után ismét a felszínre bukkantak. Szerencséjükre a japán gép nem tért vissza. A baleset miatt a hajót Holland Új-Guineába irányították javításra, ahol William G. Holman vette át a Narwhal irányítását.
A búvárhajó 1944. október 11-én indult utolsó járőrútjára. Két nappal később kevésen múlt, hogy egy amerikai PBY Catalina nem támadta meg. A Narwhal október 17-én megérkezett Tawi Tawira, ahol 11 tonna rakományt tett partra. Két nappal később a szállítmány maradékát és 37 embert juttatott el a Negros-szigetre. Fedélzetére vett 26 utast, és visszatért Brisbane-be.

### 1945
1945. január 6-án a Panama-csatornán keresztül elindult a philadelphiai haditengerészeti kikötőbe, ahova február 21-én érkezett meg. Április 23-án leszerelték, majd ócskavasként eladták. Két fedélzeti lövege ma a Connecticut állami Groton tengeralattjáró-bázisán látható.

## Kapitányok
| Név                    | Kezdőnap          | Zárónap           |
| ---------------------- | ----------------- | ----------------- |
| Norman S. Ives         | 1938. május 25.   | 1941. május       |
| Charles Warren Wilkins | 1941. május       | 1942. október 16. |
| Frank Devere Latta     | 1942. október 16. | 1944. március 26. |
| Jack Clarence Titus    | 1944. március 26. | 1944. október 5.  |
| William Grisard Holman | 1944. október 5.  | 1945. április 30. |

## Külső linkek
- Fotók a Narwhalról